# 科斯塔斯·斯洛卡斯
科斯塔斯·斯洛卡斯（希臘語：Κωνσταντίνος "Κώστας" Σλούκας；1990年1月15日—）是一位希臘籃球運動員。他現在效力於希臘籃球甲級聯賽球隊奧林匹亞科斯籃球俱樂部。他是一位左手球員。他也代表希臘國家籃球隊參賽，參加了2014年籃球世界杯的比賽。